# Trichocolletes aureotinctus
Trichocolletes aureotinctus is een vliesvleugelig insect uit de familie Colletidae. De wetenschappelijke naam van de soort is voor het eerst geldig gepubliceerd in 1906 door Cockerell.
De soort komt voor in West-Australië.